# Relatividad (M. C. Escher)
Relatividad es una litografía del artista holandés M. C. Escher, impresa por primera vez en diciembre de 1953. La primera versión de esta obra fue una xilografía realizada a principios de ese mismo año.
Representa un mundo en el que no se aplican las leyes normales de la gravedad. Una estructura arquitectónica interior parece ser el centro de una comunidad idílica, con la mayoría de sus habitantes ocupados casualmente en sus asuntos cotidianos, como cenar. Hay ventanas y puertas que conducen a escenarios al aire libre tipo parque. Todas las figuras recuerdan a maniquíes, vestidas con atuendos idénticos y con cabezas en forma de bulbo sin cabello ni rasgos distintivos. Caracteres idénticos como estos se pueden encontrar en muchas otras obras de Escher.
En el mundo de Relatividad, hay tres fuentes de gravedad, siendo cada una ortogonal a las otras dos. Cada habitante vive en uno de los campos gravitatorios, donde se aplican las leyes físicas normales. Hay dieciséis personajes, repartidos entre cada fuente de gravedad, seis en uno y cinco en cada uno de los otros dos. La aparente confusión de la litografía proviene del hecho de que las tres fuentes de gravedad están representadas en el mismo espacio.
La estructura tiene siete escaleras, y cada escalera puede ser utilizada por personas que pertenecen a dos fuentes de gravedad diferentes. Esto crea fenómenos interesantes, como en la escalera superior, donde dos habitantes usan la misma escalera en la misma dirección y en el mismo lado, pero cada uno usa una cara diferente de cada peldaño; por lo tanto, uno desciende la escalera mientras el otro la sube, incluso mientras se mueven en la misma dirección casi uno al lado del otro. En las otras escaleras, se representa a los habitantes subiendo las escaleras boca abajo, pero según su propia fuente de gravedad, suben normalmente.
Cada uno de los tres parques pertenece a uno de los campos gravitatorios. Todas menos una de las puertas parecen conducir a sótanos debajo de los parques. Aunque son físicamente posibles, tales sótanos son ciertamente inusuales y se suman al efecto surrealista de la imagen.

## En la cultura popular
Relatividad es una de las obras más populares de Escher, y se ha utilizado como ilustración y en portadas de libros, e inspirado secuencias en películas como Labyrint (1986), Inception (2010) o Interstellar (2014).